# 4191 Assesse
4191 Assesse eller 1980 KH är en asteroid i huvudbältet som upptäcktes den 22 maj 1980 av den belgiske astronomen Henri Debehogne vid La Silla-observatoriet. Den är uppkallad efter det belgiska samhället Assesse.
Asteroiden har en diameter på ungefär 7 kilometer och den tillhör asteroidgruppen Eunomia.